# Joseph A. Giordmaine
Joseph Anthony Giordmaine (* 10. April 1933 in Toronto) ist ein kanadischer Physiker, der sich mit Lasern, Optoelektronik, optischer Physik und Nichtlinearer Optik befasst.
Giordmaine studierte an der University of Toronto mit dem Bachelorabschluss 1955 und an der Columbia University mit Master-Abschluss 1957 und der Promotion 1960 bei Charles H. Townes (über den Einsatz von Masern als Verstärker in der planetaren Astronomie). 1961 ging er an die Bell Laboratories, wo er sich zunächst mit den gerade erfundenen Rubinlasern und Frequenzverdopplung befasste und mit Nichtlinearer Optik. 1965 entwickelte er mit Robert C. Miller den der ersten durchstimmbaren optischen parametrischen Oszillatoren. In den 1970er Jahren wurde er Direktor des Labors und hatte danach eine Reihe von Managementpositionen bei Bell Laboratories und auch bei ATT. Ende der 1980er Jahre wechselte er zu NEC, wo er mithalf ein Forschungszentrum in Princeton aufzubauen. Er war dort Vizepräsident für physikalische Forschung.
1986 erhielt er den R. W. Wood Prize.
Auston ist Fellow der American Physical Society, der IEEE, der American Association for the Advancement of Science und der Optical Society of America.